# Црни Дрим
Црни Дрим (алб. Drini i Zi, мак. Црн Дрим) је река која протиче кроз Северну Македонију и Албанију.
Река Црни Дрим истиче на северозападној страни Охридског језера код града Струге, и тече на север. до села Ташморуништа тече равницом Струшког поља и улази у кланац Дримско грло.
Одавде па све до границе са Албанијом долина Црног Дрима је зајезерена са две акумулације, и то Глобочицом те, код Шпиљског моста близу Дебра, Шпиљским језером (заједничким назив Дебарско језеро). Код поменутих језера изграђене су истоимене хидроцентрале. Изградњом акумулације Глобочица потопљено је истоимено село, а његови становници су се иселили у Стругу. Висина акумулационих брана је 82 и 102 метара.
Пре ових језера у Црни Дрим се улива његова највећа притока Радика.
Дужина његовог целокупног тока је 122 km. Површина слива износи 5.256 km², од чега Македонији припада око 900 km².
Црни Дрим су раније језерски таласи засипали песком, те је ниво тока растао и плавио Стругу и Струшко поље. регулацијом тока поплаве су спречене.
После 56 km, река прелази на територију Албаније, западно од Дебра. Ујмиште је назив за село где се у Црни Дрим улива река Буштирца. Са Белим Дримом се спаја код града Кукеш у североисточној Албанији, и тако настаје река Дрим, који се улива у Јадранско море.

## Занимљивости
Марин Бици надбискуп барски и примас Србије је у свом путопису из 1610. године записао да река Дрим (од Охридског језера до Љеша) дели Србију од Албаније.